# Oksana Kondratjewa
Oksana Kondratjewa, ros. Оксана Юрьевна Кондратьева (ur. 22 listopada 1985) – rosyjska lekkoatletka specjalizująca się w rzucie młotem. 
Czterokrotnie startowała na letnich uniwersjadach – w 2007, 2009 i 2011 nie odniosła większych sukcesów, a w 2013 sięgnęła po srebrny medal.
Medalistka mistrzostw Rosji i reprezentantka kraju w zimowym pucharze Europy w rzutach.
Córka młociarza Jurija Siedycha i sprinterki Ludmiły Kondratjewej.
Rekord życiowy: 77,13 (30 czerwca 2013, Żukowski).

## Osiągnięcia
| Rok  | Impreza                                 | Miejsce    | Lokata             | Wynik |
| ---- | --------------------------------------- | ---------- | ------------------ | ----- |
| 2007 | Uniwersjada                             | Bangkok    | 19. miejsce        | 53,93 |
| 2009 | Uniwersjada                             | Belgrad    | 13. miejsce        | 63,98 |
| 2010 | Zimowy puchar Europy w rzutach          | Arles      | 3. miejsce w gr. B | 64,64 |
| 2011 | Uniwersjada                             | Shenzhen   | 6. miejsce         | 67,40 |
| 2013 | Uniwersjada                             | Kazań      | 2. miejsce         | 72,22 |
| 2013 | Mistrzostwa świata                      | Moskwa     | 7. miejsce         | 72,76 |
| 2015 | Superliga drużynowych mistrzostw Europy | Czeboksary | 6. miejsce         | 71,07 |